# Giuseppe Devincenzi
Emidio Giuseppe Giovanni  Devincenzi (Notaresco, 4 marzo 1814 – Napoli, 1º aprile 1903) è stato un politico e imprenditore italiano.
Fu ministro dei lavori pubblici del Regno d'Italia nei governi Ricasoli II e Lanza.
È stato presidente della Società degli agricoltori italiani dal giugno 1895 al febbraio 1896.
Si doperò per la costruzione di una linea ferroviaria che collegasse l'Adriatico al Tirreno; in particolare essendo Notaresco sua città natia vicino Giulianova, Devincenzi fu il primo a pensare a una rete di collegamento internazionale, che poi diventerà la "Valigia delle Indie"; al posto del solito percorso da Genova ad Ancona, Devincenzi propose di infrastrutturare il litorale abruzzese, da Giulianova a Pescara, fino a Brindisi